# Emma Watson
 Ikke at forveksle med Emily Watson.
 Der er for få eller ingen kildehenvisninger i denne artikel, hvilket er et problem. Du kan hjælpe ved at angive troværdige kilder til de påstande, som fremføres i artiklen.

Emma Charlotte Duerre Watson (født 15. april 1990 i Paris) er en britisk skuespillerinde. Hun er mest kendt for at spille Hermione Granger i Harry Potter-filmene. Sammen med Ron og Harry danner de en trio, der prøver at hindre det onde i at få magten i det magiske univers omkring Hogwarts.

## Karriere
Siden Watson var seks år, har hun villet være skuespiller, og i nogle år gik hun på Oxford Theathre Arts som er en skole, hvor hun studerede sang, dans og skuespil. Samtidig med skuespillet deltog hun i mange andre aktiviteter, inklusive "The Daisy Pratt Poetry Competition", hvor hun vandt førstepræmien i sin aldersgruppe.[kilde mangler]
Som 10-årig havde hun spillet med i teaterstykker som Arthur: The Young Years og The Happy Prince[kilde mangler], men Watson havde ikke optrådt professionelt før Harry Potter-filmene.

### Harry Potter
I 1999 begyndte castingen til Harry Potter og De Vises Sten.[kilde mangler]
Watson blev opfordret til at deltage i castingen af sin teaterlærer på Oxford. Producerne var imponerede over hendes selvtillid.[kilde mangler] Efter otte auditions fortalte producer David Heyman, at Watson skulle spille sammen med Daniel Radcliffe og Rupert Grint i rollerne som Hermione Granger, Harry Potter og Ron Weasley.
Udgivelsen af Harry Potter og De Vises Sten i 2001, var Emma Watsons professionelle debut. Filmen slog rekorder for billetsalg og var den højest indtjenende film i 2001.[kilde mangler] The Daily Telegraph kaldte Watsons præstation for "beundringsværdig",[kilde mangler] og IGN skrev, at "hun stjal filmen".[kilde mangler] Watson fik fem nomineringer for sin præstation i "De Vises Sten" og vandt prisen som Ung Skuespillerinde.[kilde mangler] Et år efter spillede Watson med i Harry Potter og Hemmelighedernes Kammer, den anden film i serien, og Watson optrådte sidenhen af alle andre film i serien.
Watson modtog Otto-prisen fra German magazine Bravo for sine præstationer.[kilde mangler]
I 2007 havde Watson tjent 10 millioner euro på Harry Potter-serien.[kilde mangler]
I marts 2009 blev Watson kåret som den rigeste unge skuespillerinde af Forbes.[kilde mangler]

## Privat
Watson blev født i Paris af Jacqueline Luesby og Chris Watson, som begge er britiske advokater. Watson boede i Paris, til hun blev 5 år. Hendes forældre blev skilt, da hun var lille. Hun flyttede med sin mor og yngre bror til Oxfordshire og boede i weekenderne hos sin far i London.
Watson har udtalt, at hun kan tale fransk, men ikke så godt som hun plejede.[kilde mangler]

## Filmografi
- Harry Potter og De Vises Sten – 2001
- Harry Potter og Hemmelighedernes Kammer – 2002
- Harry Potter og Fangen fra Azkaban – 2004
- Harry Potter og Flammernes Pokal – 2005
- Harry Potter og Fønixordenen – 2007
- Ballet Shoes – 2007
- The Tale of Despereaux – 2008
- Harry Potter og Halvblodsprinsen – 2009
- Harry Potter og Dødsregalierne - del 1 – 2010
- Harry Potter og Dødsregalierne - del 2 – 2011
- My Week with Marilyn – 2011
- The Perks of Being a Wallflower – 2012[1]
- The Bling Ring – 2013
- This Is the End – 2014
- Noah – 2014
- Regression – 2015[2]
- Colonia – 2016[3]
- Skønheden og udyret – 2017[4]
- The Circle – 2017
- Little Women – 2019